# Bryum murmanicum
Bryum murmanicum är en bladmossart som beskrevs av Brotherus 1890. Bryum murmanicum ingår i släktet bryummossor, och familjen Bryaceae. Inga underarter finns listade i Catalogue of Life.